# Kronos Quartet

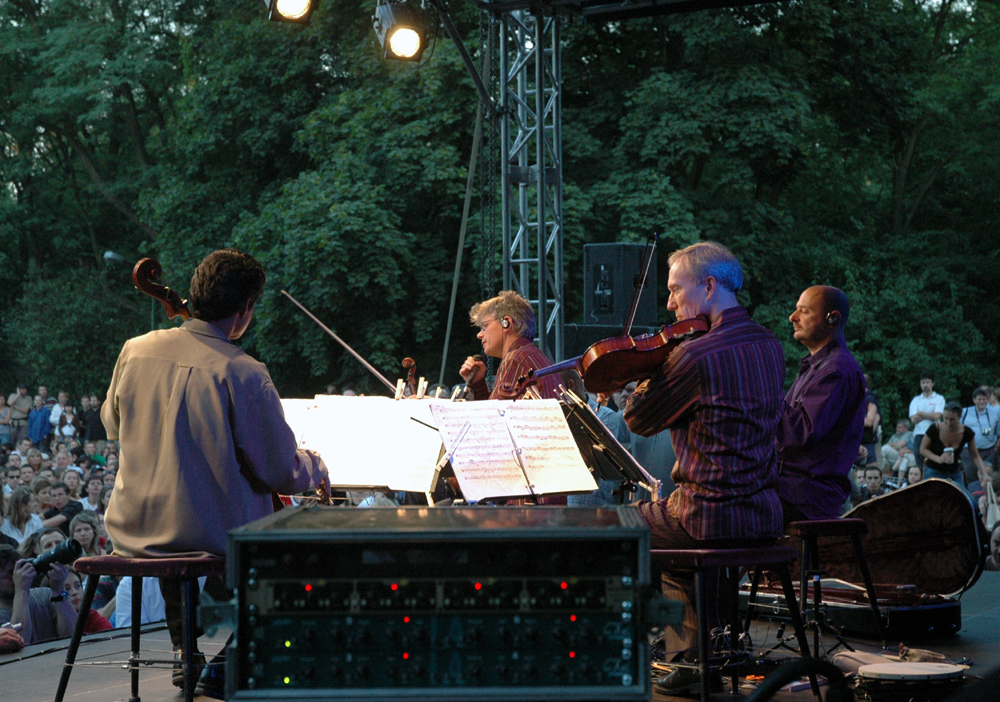
Performance em Varsóvia, Polônia, no verão de 2006

O Kronos Quartet é um quarteto de cordas norte-americano fundado pelo violinista David Harrington no ano de 1973, em Seattle, Washington, e especializado na interpretação de música contemporânea.
Hoje (2007) o grupo é formado por David Harrington e John Sherba (violino), Hank Dutt (viola) e Sunny Wang (violoncelo)
O quarteto trabalhou con alguns dos principais músicos contemporâneos que se podem associar à chamada corrente minimalista, como Philip Glass, Steve Reich, Terry Riley Roberto Carnevale, e Kevin Volans. Dentro destes parâmetros, a sua obra é bastante eclética, e inclui bandas sonoras para cinema, música antiga, música folclórica, jazz e tango.
Em 2003, Kronos Quartet participou da faixa "One-Trick Pony" do álbum da cantora Nelly Furtado.
Durante a sua carreira receberam importantes prémios e distinções internacionais, como o Grammy de 2004 para a melhor actuação de música de câmara e o Schock Prize in Musical Arts.

## Principais álbuns
- Kronos Quartet Plays Music of Thelonious Monk (1985)
- Mishima (banda sonora da película homónima, com música composta por Philip Glass, 1985)
- Terry Riley: Cadenza on the Night Plain (1988)
- Steve Reich: Different Trains (1989)
- Black Angels (1990)
- Ástor Piazzolla: Five Tango Sensations (1991)
- Pieces of Africa (música de sete compositores africanos, 1992)
- Early Music (1997)
- Requiem for a Dream (banda sonora, con música composta por Clint Mansell)
- Caravan (colaboração com o grupo cigano Taraf de Haidouks, 2000)
- Nuevo (música de compositores mexicanos, como Juan García Esquivel, Silvestre Revueltas e Roberto Gómez Bolaños 2002)
- Alban Berg: Lyric Suite (2003; Prémio Grammy de 2004)
- “You've Stolen My Heart” by Kronos Quartet, Asha Bhosle (homenagem à música do compositor indiano Rahul Dev Burman, 2005).